# Palazzo Aragona Gonzaga
Palazzo Aragona Gonzaga (conosciuto anche come Palazzo Balami Galitzin, Palazzo Negroni o Palazzo Mancini) è un palazzo del XVI secolo che si trova a Roma.
Il palazzo è situato in via della Scrofa, al numero civico 117, all'intersezione con piazza Nicosia ed adiacente al sito ove sorgeva il Collegio Clementino. Esso venne inizialmente costruito in stile tardo-rinascimentale, ma verso la metà del XVIII secolo sono stati eseguiti dei lavori di restauro che hanno dato alla struttura una impostazione architettonica maggiormente legata al periodo barocco.
È stato la residenza del cardinale Scipione Gonzaga. Oggi la facciata su via della Scrofa incorpora due targhe commemorative di due personaggi importanti che vi hanno soggiornato: san Luigi Gonzaga ed il poeta Torquato Tasso.

## Architettura
Il palazzo Aragona Gonzaga Galitzin, o palazzo Balami Galitzin, fu fatto costruire da Fernando Balami, detto anche Ferrante Siciliano o Ferrante Aragonese (fine sec. XV - circa 1550), quando fu tracciata, al tempo di Leone X, la via di Ripetta. Sulla nuova strada vi era un'area, di fronte al palazzo di Aldobrandino Orsini, vescovo di Nicosia (poi Collegio Clementino), che Balami comprò dal cardinale Giovanni Salviati nel 1518. Su quest'area, compresa fra piazza Nicosia, la via Leonina, la via della Campana ed il vicolo della Campana, Balami diede incarico a Giovanni da Sangallo di costruire un grande palazzo. 
Balami, eminente medico, erudito e poeta, ricopriva al tempo, la carica di archiatra pontificio ed aveva tra l'altro, curato la traduzione del trattato De Ossibus di Galeno, allora appena ritrovato.
Nel 1517, Antonio da Sangallo il Giovane e Raffaello erano impegnati nella progettazione del nuovo snodo viario di cui la piazza Nicosia era un elemento centrale, essendo posta all'incrocio fra la direttrice Sistina, tracciata dal papa Sisto IV (piazza Nicosia, via di Monte Brianzo, via di Tor di Nona) e la nuova via Leonina (via Ripetta, via della Scrofa). Nel progetto del palazzo, Sangallo si trovò quindi nella favorevole situazione di agire sia come architetto della città che di architetto del palazzo, procedendo alla sistemazione oltre che della piazza Nicosia, anche della via e del vicolo della Campana e della piazzetta antistante la chiesa di Sant'Ivo dei Bretoni.

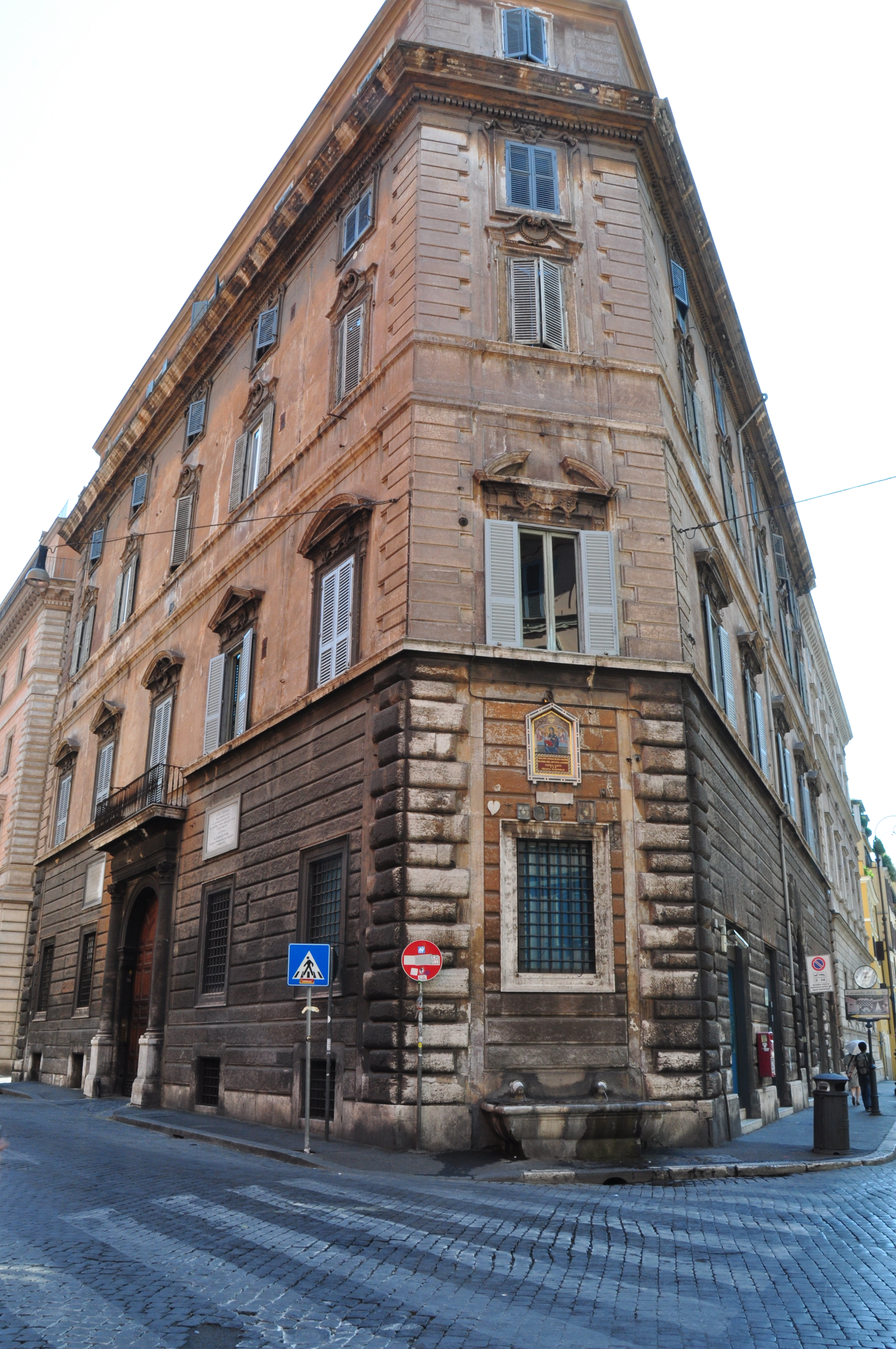
Angolo fra via della Scrofa e piazza Nicosia di palazzo Aragona Gonzaga Galitzin, via della Scrofa, 117

Con tutta probabilità il progetto architettonico fu coadiuvato, se non redatto, dal cugino di Antonio, Gianfrancesco da Sangallo, che nel 1519 presenta a Balami la stima dei lavori dei muratori.
Il palazzo, che a prima vista appare rettangolare, è in realtà a pianta di pentagono irregolare con il lato su via della Scrofa formante un angolo acuto con il lato su piazza Nicosia. 
Nella costruzione Antonio e Gianfrancesco dovettero esercitare tutta la propria maestria per rispettare i canoni di simmetria rinascimentale su un palazzo dalla pianta fortemente irregolare, costruito in aderenza ad un palazzetto preesistente in stile bramantesco a pianta quadrata (quello che ora costituisce l'ala del palazzo all'angolo fra piazza Nicosia e Via della Campana). L'effetto fu ottenuto adottando una pianta del piano terra profondamente diversa de quella del piano nobile, con il portone principale di ingresso geometricamente al centro della facciata su via della Scrofa ma fortemente inclinato rispetto alla facciata stessa, allineato all'asse di simmetria dei due cortili. 
Il piano nobile viceversa porta il suo asse di simmetria al centro della sequenza di saloni sulla piazza e la finestra posta sull'angolo smussato del palazzo, sopra la fontana dell'Acqua Vergine e centro ottico fra le due facciate, appare all'interno, grazie alla sagomatura dei muri, una delle due finestre simmetriche della stanza d'angolo. Sulla facciata principale di piazza Nicosia venne lasciata una fascia centrale, a simulare l'unione di due palazzi, per raccordare il palazzetto di via della Campana con la nuova costruzione in stile rinascimentale. 
Alla metà del secolo XVI, Fernando Balami cedette il palazzo al proprio figlio Nicola, che ne curò notevoli abbellimenti chiamando anche Perin del Vaga ad affrescare una delle stanze.

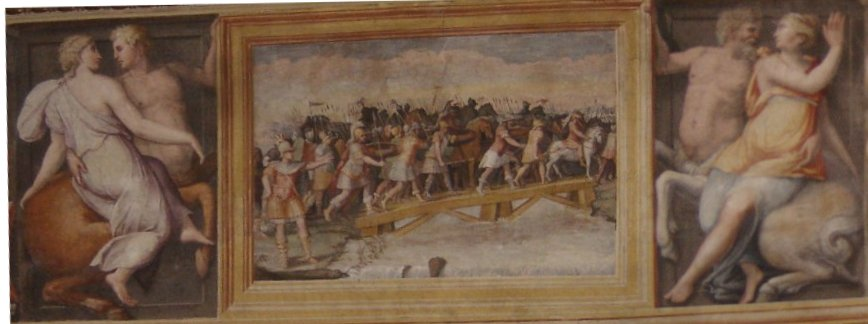
Affreschi a Palazzo Aragona Gonzaga

Nicola Aragonia, conservatore di Roma, nel 1567 dette in uso "ad vitam" il suo palazzo al cardinale Scipione Gonzaga, giunto allora a Roma da Mantova. Il palazzo fu poi ereditato da Giulia Astalli, vedova dell'Aragonia, che nel 1591 lo vendette al cardinale. In quel periodo fu ospite dello zio san Luigi Gonzaga e durante circa due anni anche Torquato Tasso.
Alla morte di Scipione Gonzaga il palazzo passò a Francesco Gonzaga, Vescovo di Cefalù e poi di Mantova. Nel 1593 fu affittato dal cardinale Spinola, poi dal cardinale Bandini (1596); ospitò anche il Duca di Lussemburgo ambasciatore straordinario del Re di Francia (1596).
Nel 1642, palazzo Gonzaga fu comprato per 35.000 scudi dal monsignore Francesco Adriano Ceva, poi cardinale.
Alla fine del Seicento, ma in data incerta, il palazzo passa alla famiglia Negroni di Bergamo. Nella Nuova Topografia di Roma del Nolli (1748), il palazzo è censito come appartenente alla famiglia Negroni per la parte su via della Scrofa e come appartenente alla famiglia Cellesi e poi Negroni per la parte su via della Campana.
Nel 1743 la famiglia Negroni chiama l'architetto Carlo Francesco Bizzaccheri per il rinnovamento delle facciate secondo il gusto settecentesco. Risale a questo periodo il bel cornicione e l'apposizione delle armi dei Negroni sugli imbotti delle finestre sulla via della Scrofa (mentre gli imbotti su vicolo della Campana conservano la forma originale senza gli arricchimenti tardo barocchi).
In epoca più recente il palazzo passò in proprietà al principe russo Galitzin, che ne curò un completo restauro su progetto dell'architetto Luca Carimini nel 1886. In quell'occasione il palazzo venne anche rialzato di un piano. Piante e disegni di questo lavoro esistono presso l'Archivio Capitolino. Alla fine del XIX secolo il palazzo viene nella proprietà della famiglia Mancini.

## Occupazione
Il palazzo ospitò molte illustri personalità. La presenza di Torquato Tasso e di san Luigi Gonzaga è attestata da due targhe apposte sulla facciata di via della Scrofa. Oltre al suo committente Ferdinando Balami, il palazzo ospitò il cardinale Scipione Gonzaga, il duca di Lussemburgo, ambasciatore straordinario del re di Francia (1597). All'interno del palazzo è rappresentata l'impresa (molto particolare, trattandosi di un roseto fra due cipolle) di Gerolamo Falletti (1518-1564), conte di Trignano e Trino.